# Fano

Il molo di Fano con vista sul Monte Ardizio.

Fano (Fan in dialetto gallo-piceno) è un comune italiano di 59 887 abitanti della provincia di Pesaro e Urbino nelle Marche. La città è famosa per il suo carnevale, uno dei più antichi d'Italia. È la terza città più popolosa delle Marche, dopo Ancona e Pesaro.

## Geografia fisica

### Territorio
Fano è circondata a nord-ovest dalle colline che degradano dolcemente in prossimità del torrente Arzilla. La città si trova, seppur lievemente, sopraelevata rispetto al livello del mare (Arco di Augusto altitudine 17 m). Il litorale si suddivide in Lido e Sassonia, entrambi con coste basse, la prima sabbiosa, la seconda ghiaiosa. A sud è presente la cosiddetta "Piana del Metauro", una delle poche aree pianeggianti delle Marche, che si espande anche all'interno per alcuni chilometri. La costa meridionale si suddivide in Torrette, Ponte Sasso e Metaurilia.
Confina a nord-ovest con il comune di Pesaro; a ovest, confina tramite la valle del torrente Arzilla e le colline che la dividono con quella del Foglia con i comuni di Mombaroccio e Cartoceto (salendo sopra i 300 m s.l.m. nel territorio di Cartoceto); a sud, salendo ripidamente a circa 200 m s.l.m. confina con il municipio di Piagge (co-capoluogo del nuovo comune di Terre Roveresche), ad est con il comune di San Costanzo salendo alcune dolci colline e con il comune di Mondolfo. Il territorio di Fano è attraversato dal Vallato del Porto o Canale Albani, un canale artificiale alimentato dal fiume Metauro. Il Vallato passa per la centrale idroelettrica della Liscia e si immette nel porto-canale di Fano.

### Clima
I dati climatici locali vengono registrati dalla stazione meteorologica di Fano.
Fano, secondo la Classificazione di Köppen, è compresa nella zona climatica Csa (clima temperato umido a estate asciutta e molto calda), mentre secondo la classificazione climatica dei comuni italiani appartiene alla zona E. Per quanto concerne la classificazione sismica appartiene alla zona 2: sismicità media.

## Storia
(Dante Alighieri, Divina Commedia, Inferno, canto 28 - versi 76-81)
Fano fu un centro piceno, come testimoniano ritrovamenti sporadici avvenuti in città e gli scavi di Montegiove e Roncosambaccio.
Fu poi un importante centro romano, conosciuto come Fanum Fortunae, nome che rimanda al "Tempio della Fortuna", probabilmente eretto a testimonianza della battaglia del Metauro: era l'anno 207 a.C. e le legioni romane sbaragliarono l'esercito del generale cartaginese Asdrubale, uccidendone il condottiero che, dopo aver varcato le Alpi con gli elefanti da guerra, intendeva ricongiungersi al fratello Annibale.
La città ebbe un notevole sviluppo durante il dominio romano grazie alla sua posizione strategica sulla via che congiungeva la valle del Tevere alla Gallia Cisalpina. Nel 49 a.C. Gaio Giulio Cesare la conquistò assieme a Pesaro, dando così inizio alla Guerra Civile contro l'antagonista Pompeo.
Solo successivamente Cesare Ottaviano Augusto dota l'insediamento di mura di cinta (ancora parzialmente visibili), elevando l'insediamento allo stato di colonia romana col nome di Colonia Julia Fanestris.
Alcuni secoli dopo, nel 271 d.C., si svolse nei suoi pressi la battaglia di Fano che segnò la fine del tentativo degli Alemanni di raggiungere Roma, sconfitti dall'imperatore Aureliano.
Durante l'invasione d'Italia (452-453) da parte di Attila, Fano mandò, insieme alle altre città vicine di Rimini ed Ancona, aiuti militari alla città di Aquileia che nel 452 era sotto assedio. Il comandante fanese Bartolagi da Fano morì durante l'assedio e le sue spoglie furono poi traslate nella chiesa di S. Pietro in Episcopio in Fano. La città di Fano fu saccheggiata da Attila nel 453 d.C. prima di dirigersi verso Roma dove, secondo la tradizione, la sua avanzata fu fermata dal Pontefice Papa Leone I.
Durante la Guerra gotica del VI secolo, a causa alla sua posizione nei collegamenti tra nord e sud Italia, venne assediata e devastata dagli Ostrogoti di Vitige (538) e poco tempo dopo ricostruita dall'esercito bizantino di Belisario e Narsete.

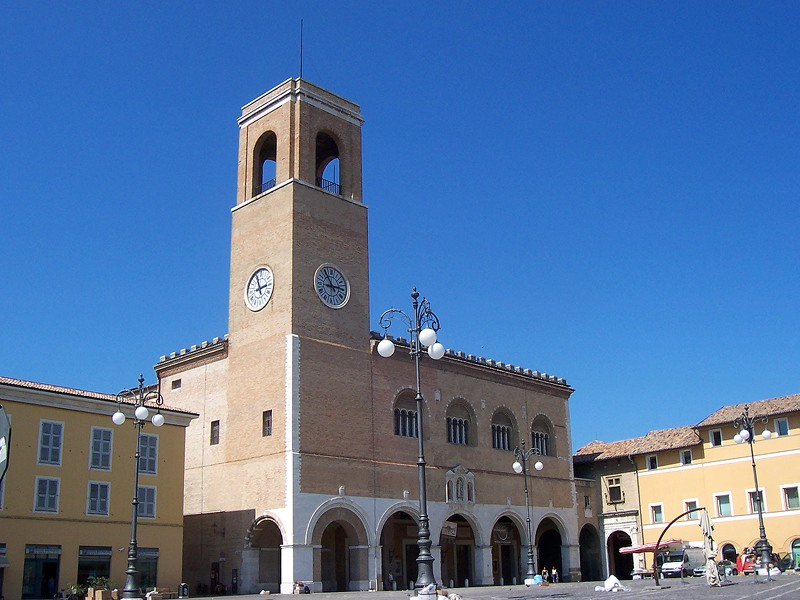
Palazzo della Ragione, sede del Teatro della fortuna

Successivamente entrò a far parte della Pentapoli marittima (Rimini, Pesaro, Fano, Senigallia, Ancona) di cui era a capo. Subì successivamente l'occupazione dei Longobardi e dei Franchi, fino a quando Ottone III non la donò a papa Silvestro II.
Nel 1141 la città divenne protettorato della Repubblica di Venezia in seguito alla firma di un trattato.
Nel XIII secolo Fano si costituì comune; nel secolo successivo fu per un breve periodo sotto il dominio estense, dopo di che fu dilaniata dalla lotta intestina tra due famiglie: i del Cassero e i da Carignano.
Alla fine del XIII secolo la città passò sotto il dominio Malatesta di Rimini, grazie ad un complotto ordito da questi ultimi contro le due famiglie rivali. La famiglia Malatesta rimase al potere nella città fino al 1463, quando Sigismondo Malatesta dovette lasciare Fano al duca di Urbino Federico da Montefeltro dopo un lungo assedio, nel corso del quale fu danneggiato l'Arco d'Augusto, simbolo della città. La popolazione si rifiutò di entrare a far parte del Ducato di Urbino e perciò divenne vicariato ecclesiastico.
Durante l'occupazione napoleonica dello Stato Pontificio fu saccheggiata e gravemente bombardata dall'esercito del Bonaparte. Diverse opere d'arte presero la via della Francia a causa delle spoliazioni napoleoniche. Secondo il catalogo pubblicato nel Bulletin de la Société de l'art français del 1936, delle tre opere d'arte catalogate a Fano e inviate in Francia nessuna fece ritorno. Tra di esse l'opera di Guido Reni inviata al Musee Napoleon Cristo consegna le chiavi a San Pietro, anticamente presso la Chiesa di San Pietro in Valle, ma non restituita dal Museo dopo il congresso di Vienna.
Fano partecipò attivamente ai moti risorgimentali con la creazione di governi provvisori.
Durante la prima guerra mondiale (1915-1918) subì numerosi bombardamenti navali austriaci e anche nella seconda guerra mondiale (1940-1945), trovandosi sulla Linea Gotica, subì numerose incursioni aeree alleate miranti alla distruzione dei suoi ponti ferroviari e stradali e, da parte dell'esercito tedesco in ritirata, la distruzione di quasi tutti i suoi campanili (tranne quelli di S. Francesco di Paola e di San Marco), della torre civica, del maschio della rocca malatestiana e del suo porto peschereccio, ritenuti dal nemico infrastrutture sensibili da non lasciare nelle mani degli alleati.
(Oberst i.G. Dietrich Beelitz und Oberst i. G. Adolf Heckel, Deutsches Hauptquartier Bellaria, estate 1945.)
Già da fine XIX secolo a Fano era presente la coltivazione del cavolfiore, nella varietà tardiva (invernale) destinata perlopiù all'esportazione verso paesi del nord. Nel 1934 venne fondata la frazione di Metaurilia, unico caso di borgata rurale fascista nelle Marche, con l'intento di dedicarla interamente a tale coltivazione, che infatti ebbe un notevole sviluppo. Negli anni sessanta la produzione di cavolfiore era ancora una delle più importanti attività fanesi, con rilevanti esportazioni verso il centro e nord Europa. La varietà di cavolfiore era nota come Tardivo Fanese, rendeva fino a 22.000-24.000 piante per ettaro, ed era un successo grazie alle sue qualità. Nel 1966 il 20% dell'esportazione italiana di cavolfiore era fanese; circa 350.000 quintali ne vennero spediti all'estero, 3200 vagoni ferroviari di cui 2000 in Germania, e 25.000 quintali sui mercati nazionali. Questo successo, che terminò negli anni settanta, all'epoca rese Fano famosa come città del cavolfiore.

### Simboli
La blasonatura ufficiale dello stemma di Fano è la seguente:

La descrizione del gonfalone è la seguente:
Lo stemma e il gonfalone sono stati concessi ufficialmente con decreto del presidente della Repubblica del 25 giugno 1992.
Il Comune fa anche uso di una bandiera partita: nel primo fasciato di rosso e di bianco; nel secondo di bianco.

## Monumenti e luoghi d'interesse

### Architetture religiose

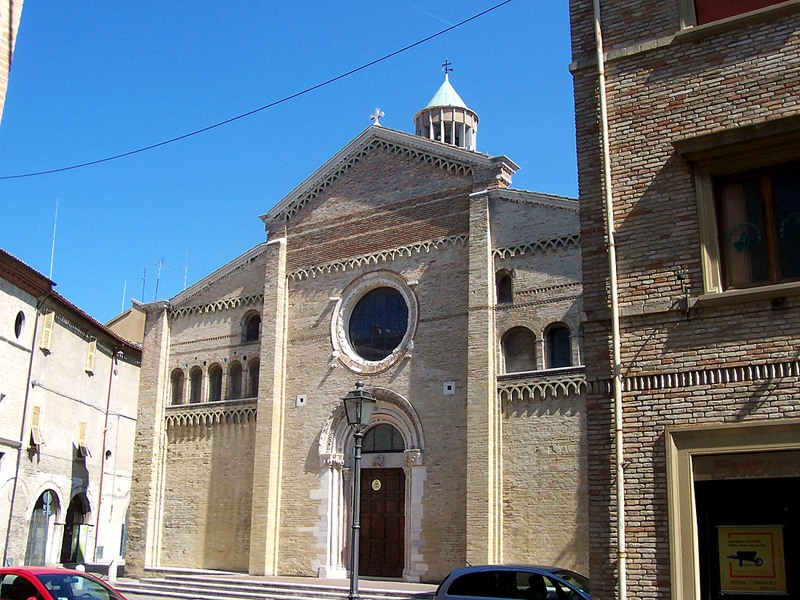
Duomo di Fano, XII secolo

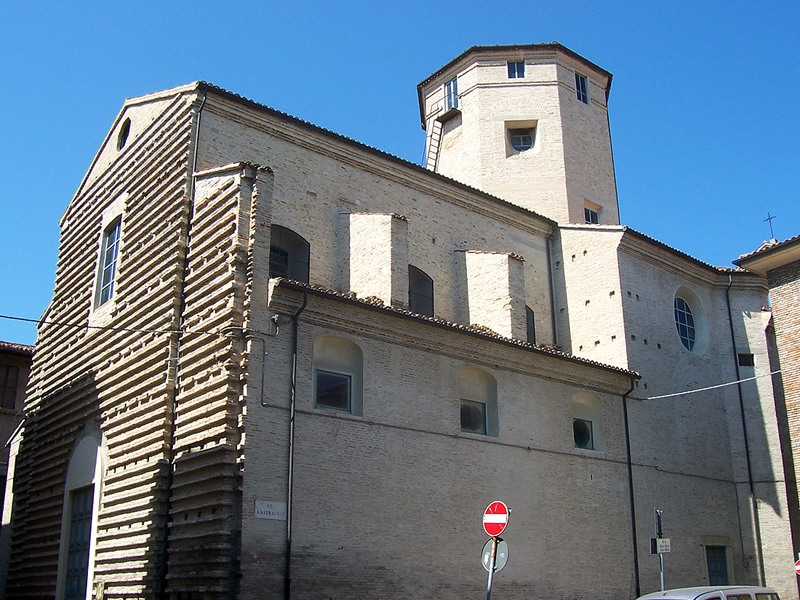
Chiesa di S. Pietro in Valle

- Cattedrale di Santa Maria Assunta. Fondata nel XII secolo e poi ampliata e modificata. Conserva un pulpito e la barocca Cappella Nolfi del XVII secolo.
- Basilica di San Paterniano; ha la dignità di basilica minore[24]
- Chiesa di Santa Maria del Gonfalone
- Chiesa di Santa Maria Nuova
- Chiesa di San Cesareo diacono e martire, in località San Cesareo
- Chiesa di San Tommaso
- Chiesa di San Marco
- Chiesa di San Pietro in Valle
- Chiesa di San Pio X
- Chiesa di San Silvestro
- Chiesa di San Domenico
- Chiesa di Sant'Antonio Abate
- Chiesa di Sant'Agostino
- Chiesa di San Francesco
- Chiesa di Sant'Arcangelo
- Chiesa di San Pietro in Episcopio
- Chiesa di San Leonardo
- Chiesa di San Giuseppe al Porto
- Chiesa di Santa Maria del Suffragio
- Chiesa di San Michele
- Chiesa di Santa Cristina o dei Cappuccini
- Chiesa e convento di San Francesco di Paola
- Santuario della Beata Vergine del Ponte Metauro
- Eremo di Monte Giove

### Architetture civili

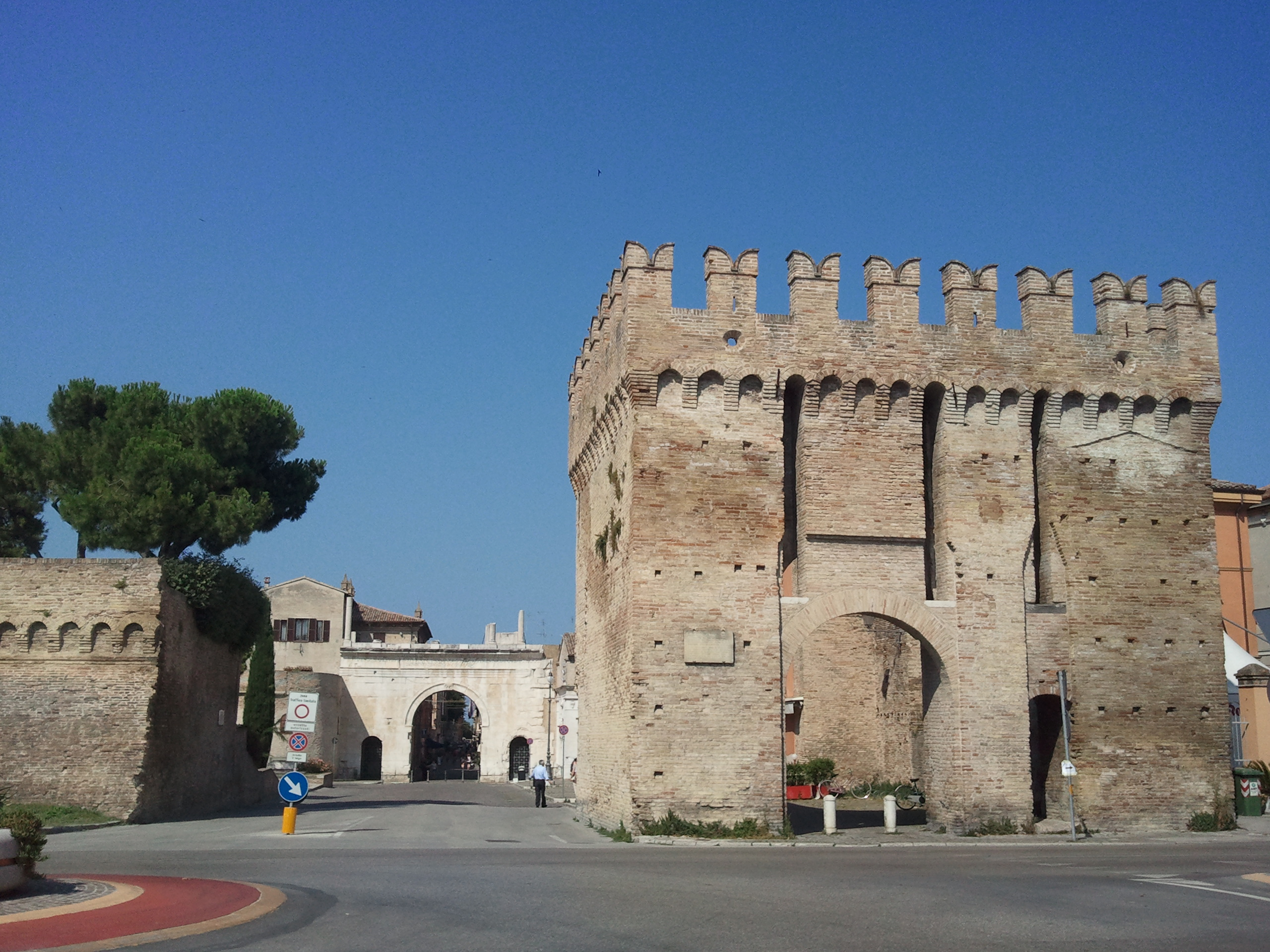
Porta Maggiore e Arco d'Augusto

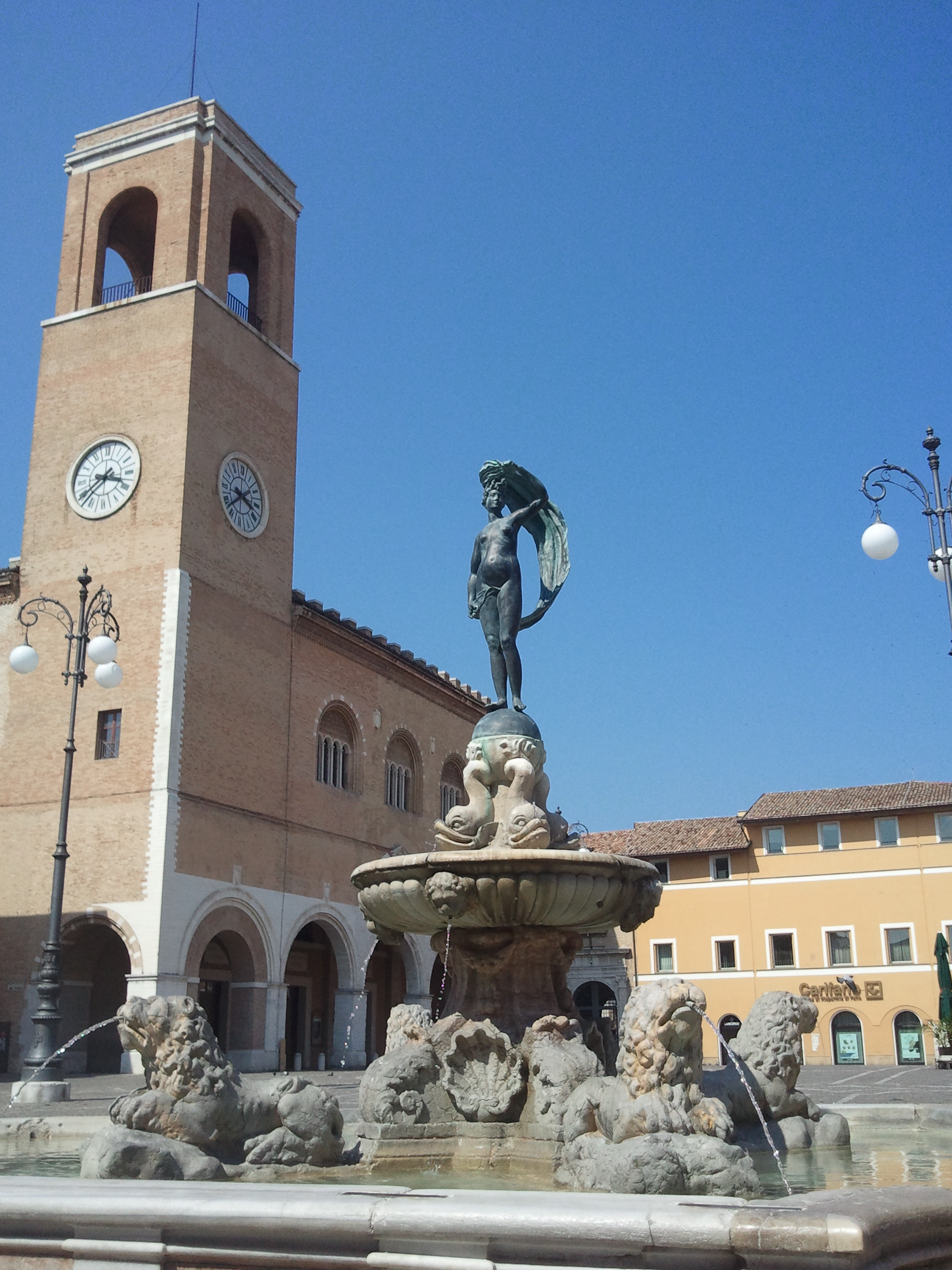
Piazza XX Settembre: Palazzo della Ragione con la cinquecentesca Fontana della Fortuna.

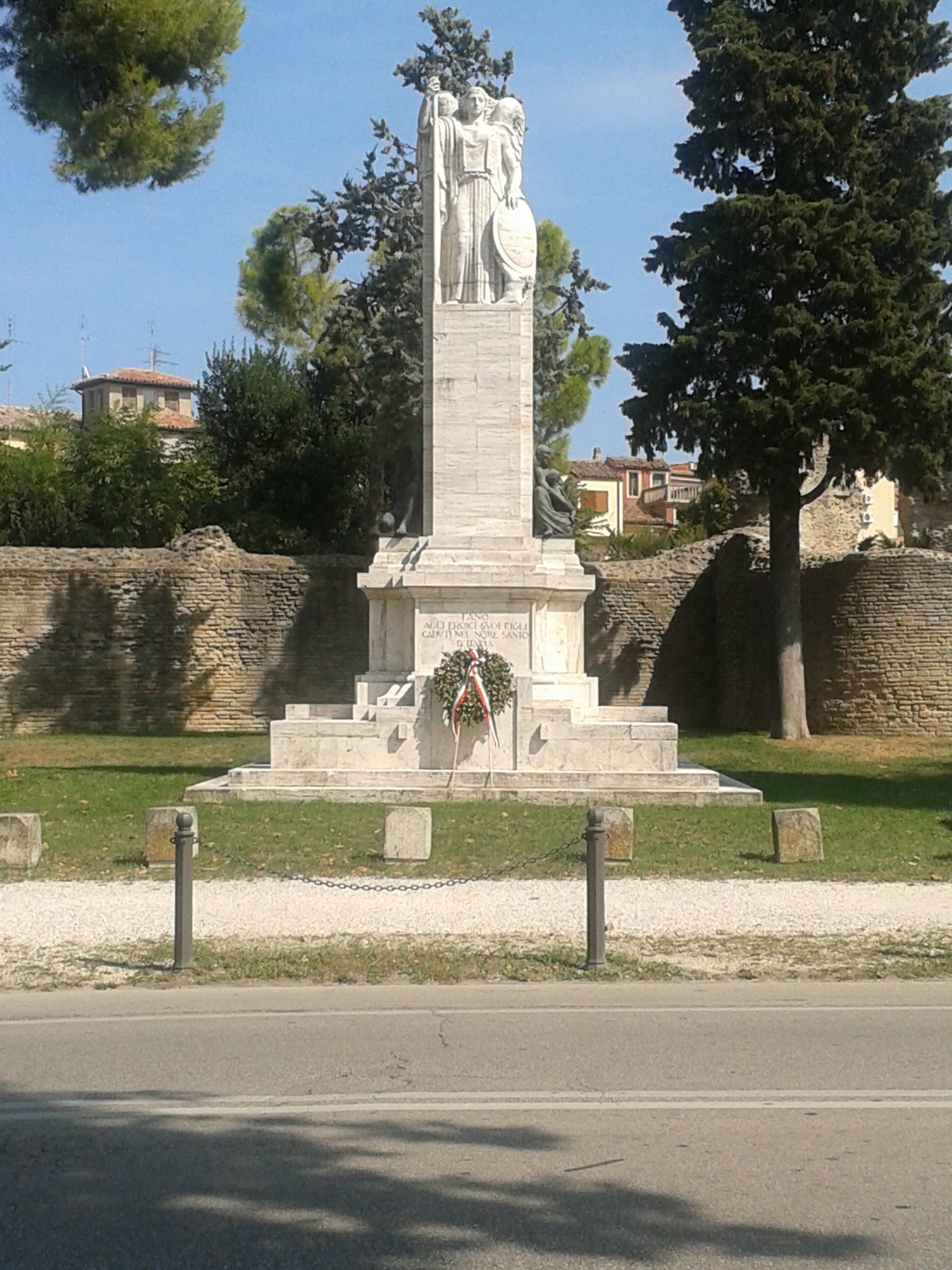
Monumento ai caduti della città di Fano, ideato e realizzato dallo scultore Francesco Nagni (1897-1977) in collaborazione con l'architetto Ettore Rossi (1894-1968)

Fanum Fortunae era sicuramente, in epoca romana, un importante centro sacro, infatti la città mostra nel suo nome un chiaro riferimento a un'area sacra o tempio (Fanum) dedicato al culto della dea Fortuna. Sin dall'80-70 a.C. è da considerarsi certa la presenza romana in Fano. Il culmine della presenza romana si ha nel periodo imperiale augusteo ed infatti risalgono a quell'epoca un gran numero di monumenti.
- Arco d'Augusto. Da sempre simbolo della città di Fano, fu in epoca romana la principale porta d'accesso alla Colonia Julia Fanestris, dedotta dall'imperatore Augusto nella località di Fanum Fortunae (dal tempio dedicato alla dea Fortuna). Costruito sul punto in cui la via Flaminia s'innesta nel decumano massimo della città, il monumento si data, tramite l'iscrizione del fregio, al 9 d.C..
- Cardo e Decumano. Nella pianta attuale della città di Fano e ancora evidente: il decumanus maximus (attuale via Arco d'Augusto), prosecuzione urbana della strada consolare Flaminia, ed il cardus maximus ad esso perpendicolare, rintracciabile in parte tra l'attuale Corso Matteotti e la parallela via Nolfi. All'incontro di questi assi stradali si troverebbe il foro. Ai due assi stradali principali si affiancano, a distanze regolari, decumani e cardini minori.
- Via Flaminia. Fu la strada voluta dal console Flaminio, da cui prende il nome, e costruita a partire dal 220 a.C. Congiunge Roma a Rimini e probabilmente segue per lunghi tratti antiche strade protostoriche umbre. Solo i punti del tragitto più "difficili" venivano lastricati, mentre gli altri erano brecciati. A Fano la Flaminia entrava in città dall'Arco di Augusto e giunta in centro ripartiva per Rimini uscendo dalla Porta della Mandria (dietro il monumento ai caduti).
- Palazzo della Ragione, risalente al 1299 ma molto rimaneggiato, al punto che nella metà del XIX secolo vi fu installato il Teatro della Fortuna.
- Corte Malatestiana. Il Palazzo dei Malatesta venne eretto a partire dal XV secolo e presenta due ali, una in stile gotico e l'altra dominata dalla cosiddetta Loggia del Sansovino, rinascimentale. Dal 1463, quando cadde la signoria malatestiana e la città passò allo Stato Pontificio, divenne sede del Comune.
- Palazzo Bracci Pagani
- Palazzo Montevecchio[25]

#### Monumenti
- Bassorilievo di San Paterniano. Raffigurante san Paterniano, patrono e primo vescovo della città di Fano, vissuto tra il III e il IV secolo, è stato completamente restaurato. Si tratta di una scultura in pietra arenaria del secolo XV che fino al 1926 si trovava murata nella casa che è posta all'angolo tra la piazza XX Settembre ed il corso Matteotti, casa già dei Conti Giacobini, nobili di Fano, patrizi di Jesi, originari di Staffolo. Come riporta Piercarlo Borgogelli Ottaviani in Studia Picena[26]

L'intervento di restauro è stato eseguito dal restauratore Daniele Nardini. Il bassorilievo è esposto nello scalone di accesso al Palazzo malatestiano. La figura più nota di san Paterniano è senz'altro quella che campeggia in posizione centrale nel trittico dei Protettori che decora la facciata del palazzo del Podestà in piazza XX Settembre. La sua posizione simboleggia la preminenza che al vescovo fanese fu attribuito dal Consiglio maggiore della città rispetto agli altri due santi patroni: sant'Eusebio e san Fortunato. Nell'edicola manca un altro santo, sant'Orso, di cui una statua un tempo si trovava nei pressi della chiesa di Sant'Antonio, nel trebbio cittadino. Tutti e quattro i santi protettori di Fano comunque compaiono nelle vetrate policrome dell'abside del Duomo.

### Architetture militari

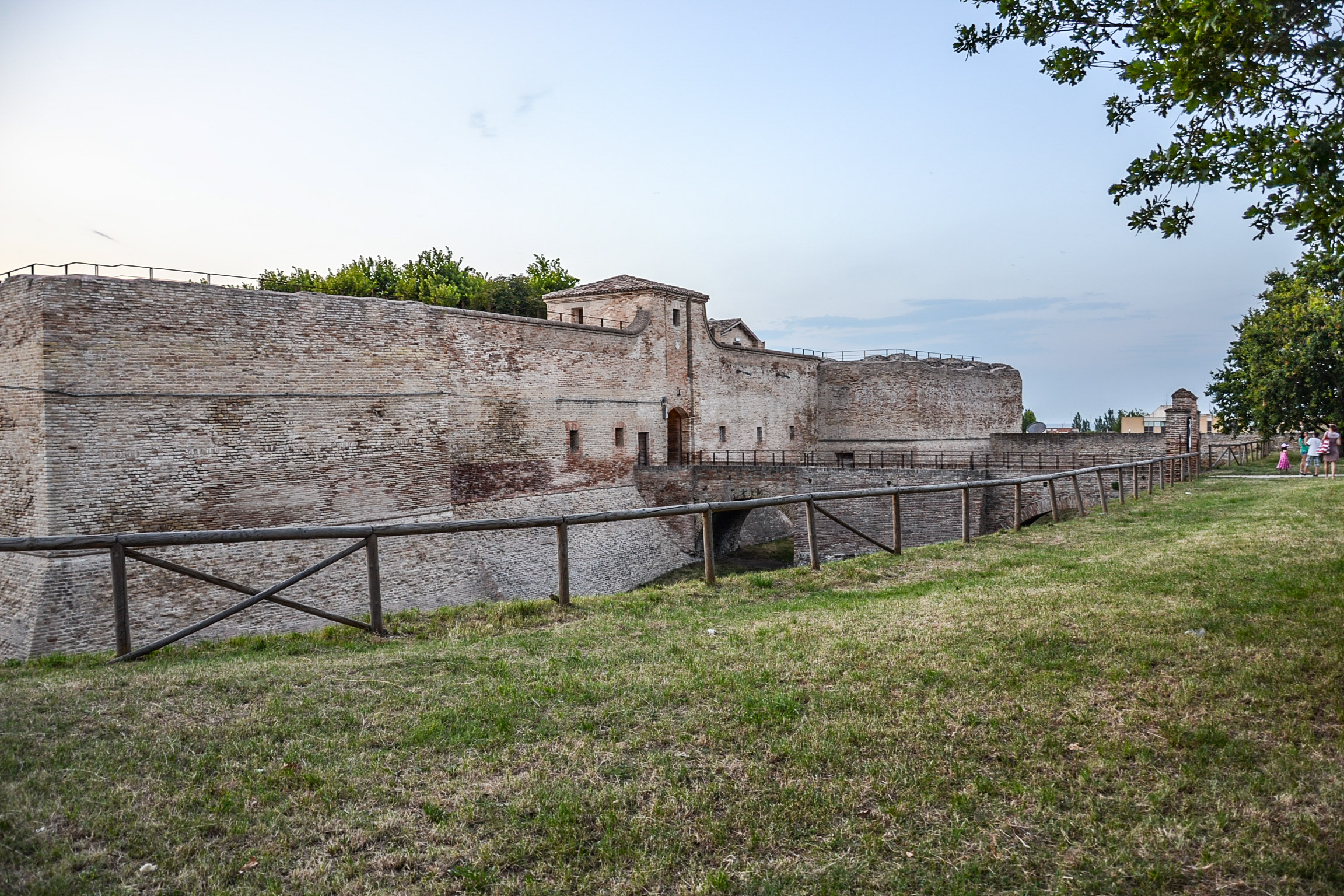
La rocca malatestiana di Fano

- Mura. La cinta muraria difensiva cittadina, ancora ben conservata, venne dapprima costruita dai Romani nel IX secolo d.C., poi ampliata dai Malatesta nel quattrocento e infine rinforzate dai sovrani pontifici nel '500. Volute dall'imperatore Augusto, le mura romane si conservano ancora oggi per circa i due terzi del circuito originario. La cinta si dirige a nord-ovest dalla porta di Augusto fino a raggiungere la quattrocentesca Rocca Malatestiana.

### Siti archeologici
- Augusteum di Fano
- Basilica vitruviana
- Porta della Mandria.[27].

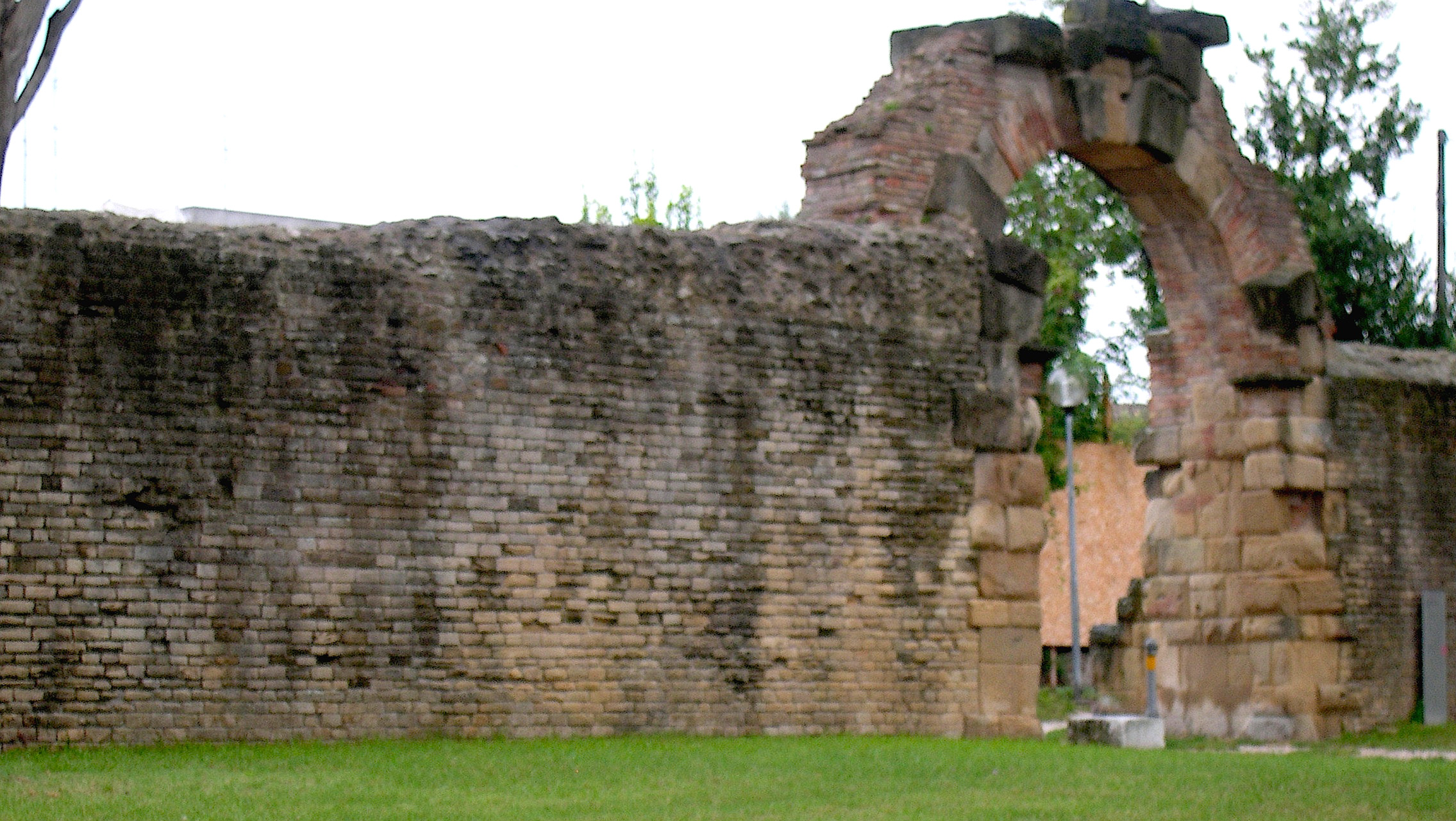
Porta della Mandria

- Anfiteatro romano di Fano (resti) [28] [29].
- Teatro romano di Fano[30].[31].
- Domus romana in Piazza XX Settembre[32].
- Domus romana in via Abbazia[33].
- Area archeologica di Piazza Amiani[34].
- Area archeologica di S. Agostino[35].
- Acquedotto romano di Fano[36].
- Grotta di San Paterniano[37].

## Società

### Evoluzione demografica
Abitanti censiti

### Etnie e minoranze straniere
Al 31 dicembre 2022 vi erano 4060 stranieri, pari al 7,28% della popolazione.

### Tradizioni e folclore
- Il Carnevale di Fano, con la tradizionale sfilata domenicale dei carri allegorici, si svolge nelle tre domeniche prima dell'inizio della quaresima lungo viale Gramsci. Esso risulta essere uno dei carnevali più antichi d'Italia, la prima testimonianza risale infatti ad un documento del 1347[40].
- La Festa del mare, tradizionale commemorazione estiva dei caduti fanesi del mare: la prima domenica di agosto dal vecchio porto un corteo di barche porta al largo una corona d'alloro alla memoria dei marinai e dei pescatori periti in mare. Nella serata la festa si conclude con uno spettacolo di fuochi di artificio.
- La Fiera Mercato dell'Antiquariato è presente il secondo fine settimana di ciascun mese.
- La Fiera di San Bartolomeo, fiera cittadina, si svolge gli ultimi giorni di agosto nelle vie limitrofe al Lungomare di Sassonia.
- Il 10 luglio ricorre la festa cittadina del patrono, in onore di San Paterniano.

## Cultura

### Musei
- Il Museo Archeologico e Pinacoteca del Palazzo Malatestiano comprende quattro aree tematiche: archeologia, ceramiche, numismatica e pinacoteca[41]
- Il Museo della Via Flaminia situato all'interno della Chiesa di San Michele[42]
- Quadreria della Fondazione Cassa di Risparmio di Fano[43]
- Museo delle scienze naturali presso Palazzo Bracci Pagani[44]
- Museo Diocesano[45]
- Museo Etnico Bagnaresi presso il Palazzo Malatestiano[46]
- Pinacoteca San Domenico[47]
- Aquarium[48]

### Biblioteche
Le principali biblioteche in città sono:
- Biblioteca comunale Federiciana
- "Memo" Mediateca Montanari
- Archivio-Biblioteca "Enrico Travaglini"

### Università
All'interno del complesso di San Michele, situato proprio sotto l'Arco d'Augusto, è presente la sede distaccata dell'Università degli Studi di Urbino Carlo Bo. La sede ospita il corso di Laurea in Biotecnologie del Dipartimento di Scienze Biomolecolari e laboratori di ricerca attivi in campo biomedico e biotecnologico.

### Media

#### Televisione
- FanoTV (canale 19 DDT)
- TVRS

### Eventi
- Fano Jazz by the Sea[51], iniziativa sostenuta dall'Assessorato alla Cultura e Turismo del Comune di Fano e da altre Istituzioni, è stato fondato nel 1993 ed ha luogo generalmente alla fine di luglio con concerti di musicisti italiani ed internazionali.
- Passaggi Festival, evento culturale dedicato alla saggistica, si svolge in genere nell'ultima settimana di giugno con presentazioni, mostre, attività e spettacoli nel centro storico e sul lungomare[52].
- Il Festival Internazionale del Brodetto e delle Zuppe di Pesce, giunto nel 2019 alla sedicesima edizione, si svolge nel lungomare del Lido di Fano.
- Fano International Film Festival, rassegna di cortometraggi aperta a registi italiani e stranieri, si tiene nel mese di ottobre alla Sala Verdi e al Teatro della Fortuna presso il Palazzo della Ragione.
- Fano dei Cesari, rievocazione storica degli usi e costumi degli antichi romani, ha luogo nel mese di luglio con sfilate, spettacoli ed attività nei luoghi storici della città.
- Incontro Internazionale Polifonico "Città di Fano", giunto nel 2019 alla 46ª edizione, si svolge alla fine di agosto presso la Basilica di San Paterniano ed in altri luoghi del centro storico.
- Premio e Giornate di Letteraria, a partire dal 2014, premio letterario e festival che si tiene a ottobre, organizzato dall'associazione Letteraria con il Comune di Fano.[53]

## Geografia antropica

### Frazioni

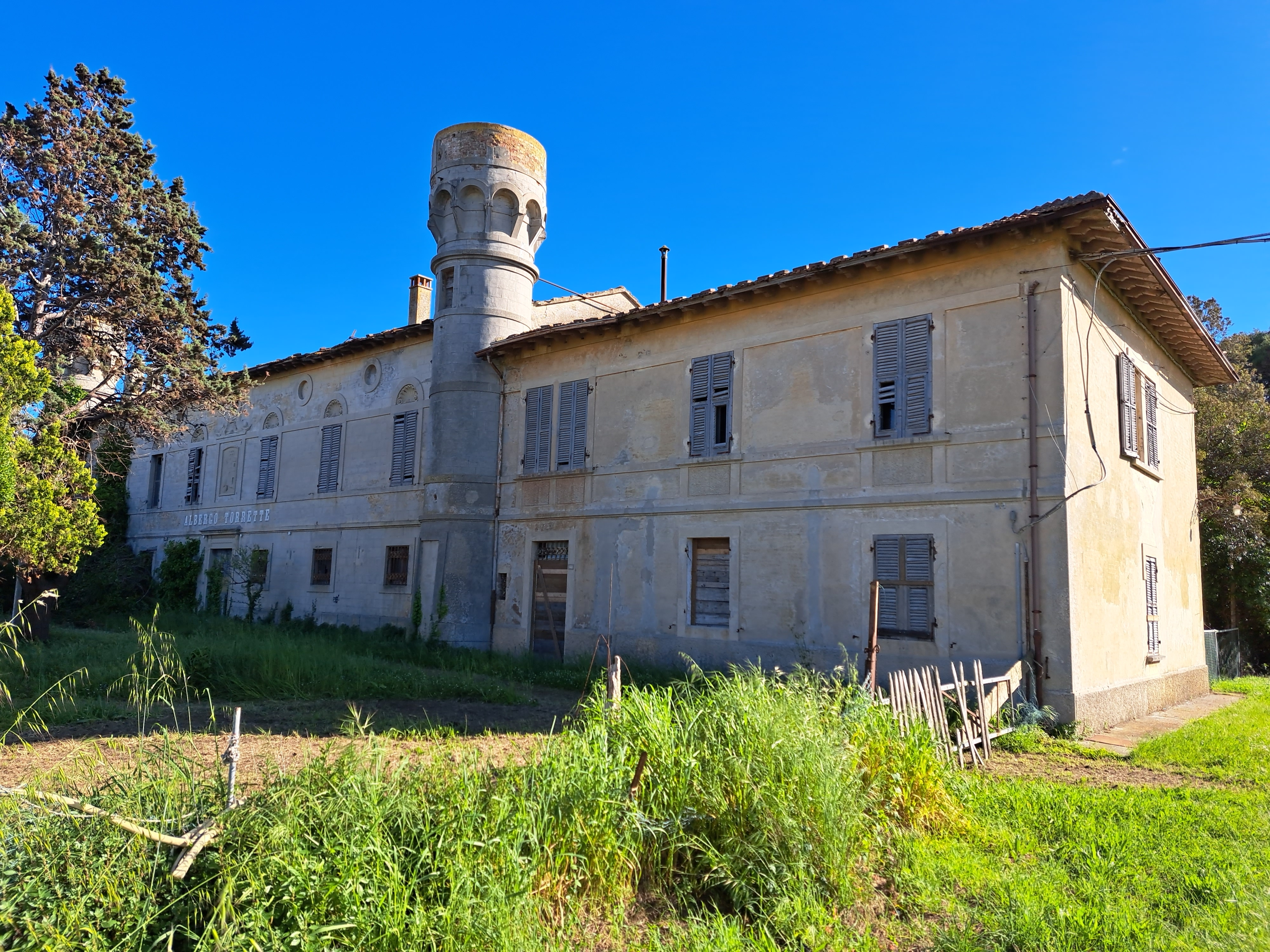
L'Albergo Torrette dismesso

- Torrette: conta poche centinaia di abitanti, ma in estate la popolazione aumenta grazie all'arrivo di numerosi turisti (soprattutto dalla vicina Umbria), attratti dal mare e dalle spiagge sabbiose della frazione. Il nome Torrette deriva da un albergo dismesso risalente al periodo della Belle époque, la cui struttura comprende due torricine, tuttora presente lungo la Statale Adriatica, e costituente con la vicina chiesetta il vecchio nucleo della località. Il centro turistico di Torrette si sviluppa a mare della strada nazionale Adriatica, mentre la zona residenziale a monte della Statale stessa.
- Ponte Sasso, località balneare di alcune centinaia di abitanti situata tra Torrette e Marotta, confinante a ovest con il comune di San Costanzo.
- Carrara: è l'ultima frazione del comune verso l'entroterra, sorge lungo la via consolare Flaminia. Le origini di questa frazione risalgono agli inizi del VII secolo.[senza fonte] Gli abitanti di San Cesareo, un piccolo paese che sorge sulla collina e che sovrasta il luogo, iniziarono a trasferirsi a valle, dove fu costruita un'altra chiesa, e colonizzarono quella zona strategicamente più favorevole ai commerci data l'adiacenza a una vecchia e importante via di comunicazione, la via Flaminia appunto. Il nome di questa frazione deriva dal potente signorotto del luogo, il Conte Setti Carraro, padrone della chiesa, del vecchio casolare ancora esistente, anche se disabitato e in rovina, di tutti i terreni ad esso adiacenti, e altri appezzamenti concessi in usufrutto ai contadini del luogo. In suo onore chiamarono il paese Carrara. La divisione in "Carrara Alta" e "Carrara Bassa" deriva dal fatto che gli abitanti della valle erano più ricchi dei contadini che vivevano in collina perché oltre all'attività agricola locale il commercio era fiorente e quindi vendevano i loro prodotti con i molti mercanti che passavano per la via Flaminia.
- Bellocchi: è una frazione di Fano sita tra Rosciano e Cuccurano, lungo la strada provinciale 92 che collega Fano con Piagge. È sede della zona industriale di Fano[54]. Conta qualche migliaio di abitanti in aumento grazie alla costruzione di un nuovo quartiere residenziale. È inoltre famosa perché durante la 2ª guerra mondiale un gruppo di agricoltori rubò un velivolo leggero, chiamato "cicogna". Dal 2006 si organizza una festa a fine estate (Il palio della cicogna) in cui, contornata da giochi di intrattenimento per i più piccoli, si ricorda il fatto[55].
- Metaurilia, borgata di fondazione fascista creata tra il 1934 e il 1938 dal geometra Alfonso Fiori, a seguito di parziale bonifica della zona, appoderamento e assegnazione.

#### Ex frazioni
- Marotta: parte del centro abitato di Marotta ha fatto parte del comune di Fano fino al 18 luglio 2014, data in cui è entrato in vigore, in seguito ad un referendum consultivo tenutosi nel mese di marzo dello stesso anno[56], la legge regionale che prevede l'incorporazione della frazione fanese nel comune di Mondolfo.

### Quartieri

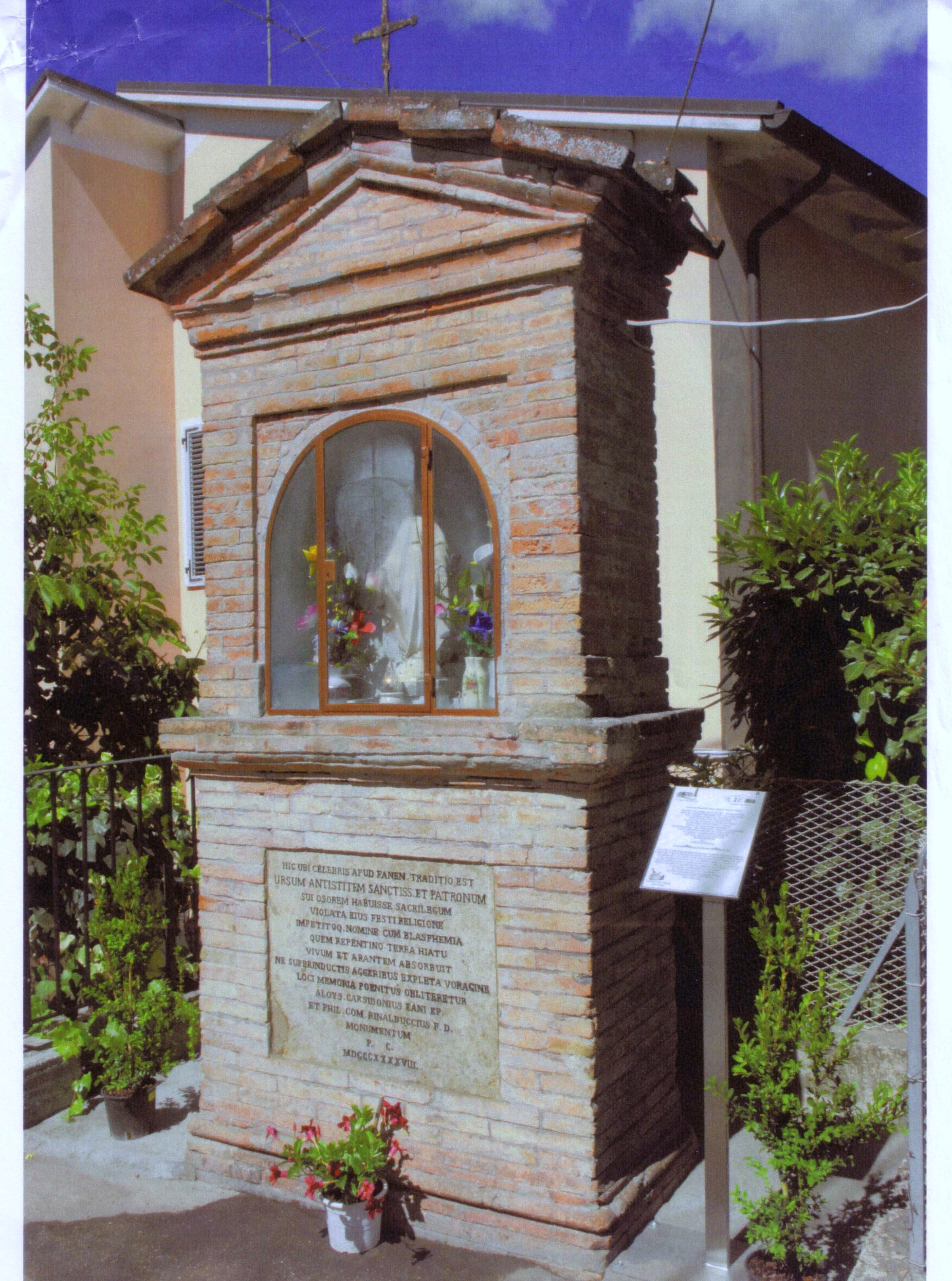
Edicola con Madonnina eretta nel 1848, Fano - S. Orso

Agli inizi del XX secolo la città di Fano era tutta circoscritta all'interno delle mura; la suddivisione in quartieri corrispondeva alle chiese più importanti (Duomo, San Paterniano, San Marco, Piattelletti) e fuori dalle mura vi erano insediamenti solo nelle vie principali di accesso.
A partire dalla seconda metà del Novecento questi insediamenti si sono notevolmente sviluppati andando a formare anche quartieri all'esterno delle mura che ben presto sono stati inglobati nella città.
Tra questi, degni di nota, da nord a sud sono: Gimarra, Lido, Paleotta, Trave, Poderino, Fanfani, Fano2, San Cristoforo, Don Gentili, Sant'Orso, Vallato, La Colonna, San Lazzaro, Sassonia e Ponte Metauro.

#### Sant'Orso
Sant'Orso è uno dei quartieri più popolosi di Fano: a partire dagli anni '60 ha subito un primo notevole incremento con la nascita di casette singole per poi espandersi ancora di più negli anni '80 grazie alla creazione di numerosi condomini e villette a schiera.
Il nome del quartiere S. Orso deriva dalla denominazione di una fossa detta "Fossa Sant'Orso", la quale, nonostante sia stata parzialmente coperta, è ancora ben visibile.
Secondo una famosa leggenda l'avvallamento si formò in seguito ad un fatto avvenuto mentre si stava celebrando la solennità di Sant'Orso, vescovo della città. Un contadino, infatti, pur essendo stato ammonito di rispettare la festa, continuava ad arare il campo imprecando contro il santo e dicendo: "Se egli è un Orso, io sono un cane". Fu così che improvvisamente la terra si aprì e l'uomo venne inghiottito insieme ai suoi buoi e all'aratro.
Un'edicola con una Madonnina, edificata nel 1848 dal vescovo di Fano Luigi Carsidonio e Filippo Rinalducci, amministratore della città, attraverso un'epigrafe latina ricorda l'origine del luogo e del fatto.

## Economia

### Artigianato
Tra le attività economiche più tradizionali, diffuse e attive vi sono quelle artigianali, come la rinomata arte della tessitura finalizzata alla realizzazione di tappeti e di tanti altri prodotti caratterizzati da motivi artistici pregiati, e la lavorazione del rame, impiegata sia per la decorazione di edifici e luoghi di culto di tutto il mondo sia per la realizzazione di statue e di monili. Importanti ed apprezzate sono anche le lavorazioni orafe, del ferro battuto, del legno, del vetro e della ceramica.
Altra attività economica diffusa è la pesca: Fano è difatti famosa sia per il suo porto turistico, sia per quello a cui i pescatori affidano le loro barche. Tra i vari tipi di pesca è praticata anche quella ai molluschi.

## Infrastrutture e trasporti
Fano è al centro di un importante nodo stradale per lo svincolo di vie di grande comunicazione nazionali ed internazionali.
È attraversata in senso longitudinale dalla strada statale 16 Adriatica che collega Padova ad Otranto e dalla Autostrada A14 "Adriatica" che collega Bologna a Taranto. Sempre longitudinalmente è stazione ferroviaria lungo il collegamento Bologna-Ancona.
Nell'estate del 2017 le città di Pesaro e Fano hanno lanciato il progetto di un arretramento della ferrovia adriatica, spostandone il percorso lungo il tracciato dell'autostrada A14 anziché lungo la costa. Il progetto, collegato a una rete più ampia di interventi infrastrutturali nella zona e sostenuto anche dalla regione Marche, è stato presentato al Ministero dei Trasporti e all'Anas.
In senso trasversale, fin dall'antichità, la città di Fano è stata collegata a Roma attraverso una delle più celebri strade consolari: la via Flaminia, oggi affiancata dalla superstrada Fano – Grosseto, detta "dei Due Mari", che metterà in comunicazione la costa adriatica con quella del Mar Tirreno. Fino al 1987, inoltre, è stata in funzione la linea ferroviaria Fano-Urbino che, risalendo la valle del Metauro, consentiva di raggiungere Fermignano ed Urbino e, fino al 1944, anche Fabriano e quindi Roma.
Per quanto riguarda i collegamenti aerei, la città dispone di un aeroporto turistico che si trova a 51 chilometri dall'aeroporto internazionale "Raffaello Sanzio" di Ancona-Falconara e a 49 chilometri da quello internazionale di Rimini, mentre per i collegamenti marittimi con le altre nazioni del Mar Mediterraneo fa riferimento al porto di Ancona distante circa 50 km. Anche a Fano è presente un importante porto turistico ed è il diciassettesimo porto peschereccio dell'Adriatico.
Da Pesaro a Fano esiste un tratto di circa 10 km di pista ciclabile costiera facente parte della Ciclabile Adriatica.

## Amministrazione
| Periodo        | Periodo        | Primo cittadino      | Partito                                                       | Carica                  | Note   |
| -------------- | -------------- | -------------------- | ------------------------------------------------------------- | ----------------------- | ------ |
| settembre 1944 | gennaio 1945   | Enzo Capalozza       | Partito Comunista Italiano                                    | Sindaco                 | [ 61 ] |
| febbraio 1945  | ottobre 1945   | Egidio Del Vecchio   | Democrazia Cristiana                                          | Sindaco                 | [ 61 ] |
| ottobre 1945   | aprile 1946    | Giovanni Anelli      | Partito Socialista Italiano                                   | Sindaco                 | [ 61 ] |
| aprile 1946    | giugno 1951    | Silvio Battistelli   | Partito Comunista Italiano                                    | Sindaco                 | [ 61 ] |
| giugno 1951    | giugno 1952    | Guido Adanti         | Partito Socialista Italiano                                   | Sindaco                 | [ 61 ] |
| giugno 1952    | settembre 1956 | Renato Grottoli      | Democrazia Cristiana                                          | Sindaco                 | [ 61 ] |
| settembre 1956 | luglio 1957    | Domenico Pace        |                                                               | Commissario prefettizio | [ 61 ] |
| luglio 1957    | ottobre 1958   | Elia Augusto Gambini |                                                               | Sindaco                 | [ 61 ] |
| ottobre 1958   | dicembre 1958  | Roberto Puglisi      |                                                               | Sindaco                 | [ 61 ] |
| dicembre 1958  | gennaio 1961   | Onofrio Galletti     |                                                               | Commissario prefettizio | [ 61 ] |
| gennaio 1961   | febbraio 1965  | Guido Fabbri         |                                                               | Sindaco                 | [ 61 ] |
| febbraio 1965  | agosto 1970    | Rino Giovanetti      |                                                               | Sindaco                 | [ 61 ] |
| agosto 1970    | luglio 1975    | Marzio Filippetti    | Partito Socialista Italiano                                   | Sindaco                 | [ 61 ] |
| luglio 1975    | agosto 1980    | Enzo Cicetti         | Partito Socialista Italiano                                   | Sindaco                 | [ 62 ] |
| agosto 1980    | maggio 1983    | Franco Trappoli      | Partito Socialista Italiano                                   | Sindaco                 | [ 62 ] |
| maggio 1983    | marzo 1986     | Gustavo Mazzoni      | Partito Socialista Italiano                                   | Sindaco                 | [ 62 ] |
| marzo 1986     | giugno 1988    | Paolo Carboni        | Partito Socialista Italiano                                   | Sindaco                 | [ 62 ] |
| 6 giugno 1988  | 1º luglio 1990 | Aldo Enzo Darvini    | Partito Socialista Italiano                                   | Sindaco                 | [ 62 ] |
| 2 luglio 1990  | 17 luglio 1992 | Francesco Baldarelli | Partito Comunista Italiano Partito Democratico della Sinistra | Sindaco                 | [ 62 ] |
| 18 luglio 1992 | 23 aprile 1995 | Giuliano Giuliani    | Democrazia Cristiana                                          | Sindaco                 | [ 62 ] |
| 24 aprile 1995 | 13 giugno 1999 | Cesare Carnaroli     | Centro-sinistra                                               | Sindaco                 | [ 64 ] |
| 14 giugno 1999 | 26 giugno 2004 | Cesare Carnaroli     | Centro-sinistra                                               | Sindaco                 | [ 65 ] |
| 27 giugno 2004 | 7 giugno 2009  | Stefano Aguzzi       | Centro-destra                                                 | Sindaco                 | [ 66 ] |
| 8 giugno 2009  | 8 giugno 2014  | Stefano Aguzzi       | Centro-destra                                                 | Sindaco                 | [ 67 ] |
| 9 giugno 2014  | 9 giugno 2019  | Massimo Seri         | Centro-sinistra                                               | Sindaco                 | [ 68 ] |
| 10 giugno 2019 | 9 giugno 2024  | Massimo Seri         | Centro-sinistra                                               | Sindaco                 | [ 69 ] |
| 10 giugno 2024 | in carica      | Luca Serfilippi      | Centro-destra                                                 | Sindaco                 | [ 70 ] |

### Gemellaggi
Fano è gemellata con:
- Rastatt
- Saint-Ouen-l'Aumône
- St Albans
- Stříbro
- Gandía

## Sport

Giovanni Cornacchini in maglia granata negli anni 1980

CalcioLa squadra principale è l'Alma Juventus Fano 1906, militante in Eccellenza per la stagione 2024-25. Il principale impianto cittadino è lo stadio Raffaele Mancini.
Altre squadre sono: Sant'Orso (Promozione), CSI Delfino Fano (Prima Categoria), Cuccurano (Seconda Categoria), Pontesasso (Seconda Categoria), Real Gimarra (Seconda Categoria), Fano Calcio (Terza Categoria), Tre Ponti (Terza Categoria) e la squadra giovanile del Fanella.
Calcio a 5La squadra dell'Italservice Pesaro Calcio a 5 ha rappresentato fino al 2016 sia il comune di Fano che quello di Pesaro e milita nella serie A del Calcio a 5 nazionale. Fano però vanta la presenza di altre squadre come ad esempio l'Alma Juventus Fano che milita in serie C2.
PallacanestroLa principale squadra della città è l'A.S.D. Basket Fanum che milita in Serie D.
Ginnastica ritmicaLa Società Aurora Fano ha vinto 11 scudetti nel campionato di Serie A italiano, inoltre è stata fucina di campioni a livello nazionale sia per la categoria Allieve che Junior, sia per la categoria Senior: questa società ha dato ginnaste alla Nazionale Italiana di Ginnastica Ritmica, sia alla squadra d'insieme (Camilla Bini, Valeria Schiavi) che all'individuale (Laura Zacchilli, Letizia Rossi). Inoltre questa società organizza dall'anno 2010 la seconda tappa dei Campionati mondiali di ginnastica ritmica presso l'Adriatic Arena di Pesaro.
PallavoloLa società Virtus volley milita in Serie A3 nel 2022-23. Per questa ragione il Comune di Fano ha messo a disposizione alla squadra il palazzetto recentemente ristrutturato.
Atletica leggeraColleMar-athon, maratona con partenza da Barchi nell'entroterra metaurense e arrivo a Fano, si svolge la prima domenica di maggio.
Ultimate FrisbeeL'associazione Ultimate Frisbee Fano Association esiste nel territorio fanese dal 2001. Le squadre maschili, femminili e miste militano nei campionati di serie A delle rispettive categorie. L'associazione ha vinto in totale 8 campionati.
Drone RacingDrone Racing Fano è un'associazione sportiva dilettantistica di corse di droni, la prima nelle Marche. Si occupa della diffusione di questo sport in Italia, in particolare grazie all'organizzazione della Coppa Italia DRF, torneo nazionale di corse di droni riconosciuto dal CONI.